# Aérodrome de Karoup
L'aérodrome de Karoup, aussi connu comme aérodrome de Midtjylland (code IATA : EKKA • code OACI : KRP) est un aéroport régional situé près de Viborg  au Danemark. Superficie 2.900 hectare.

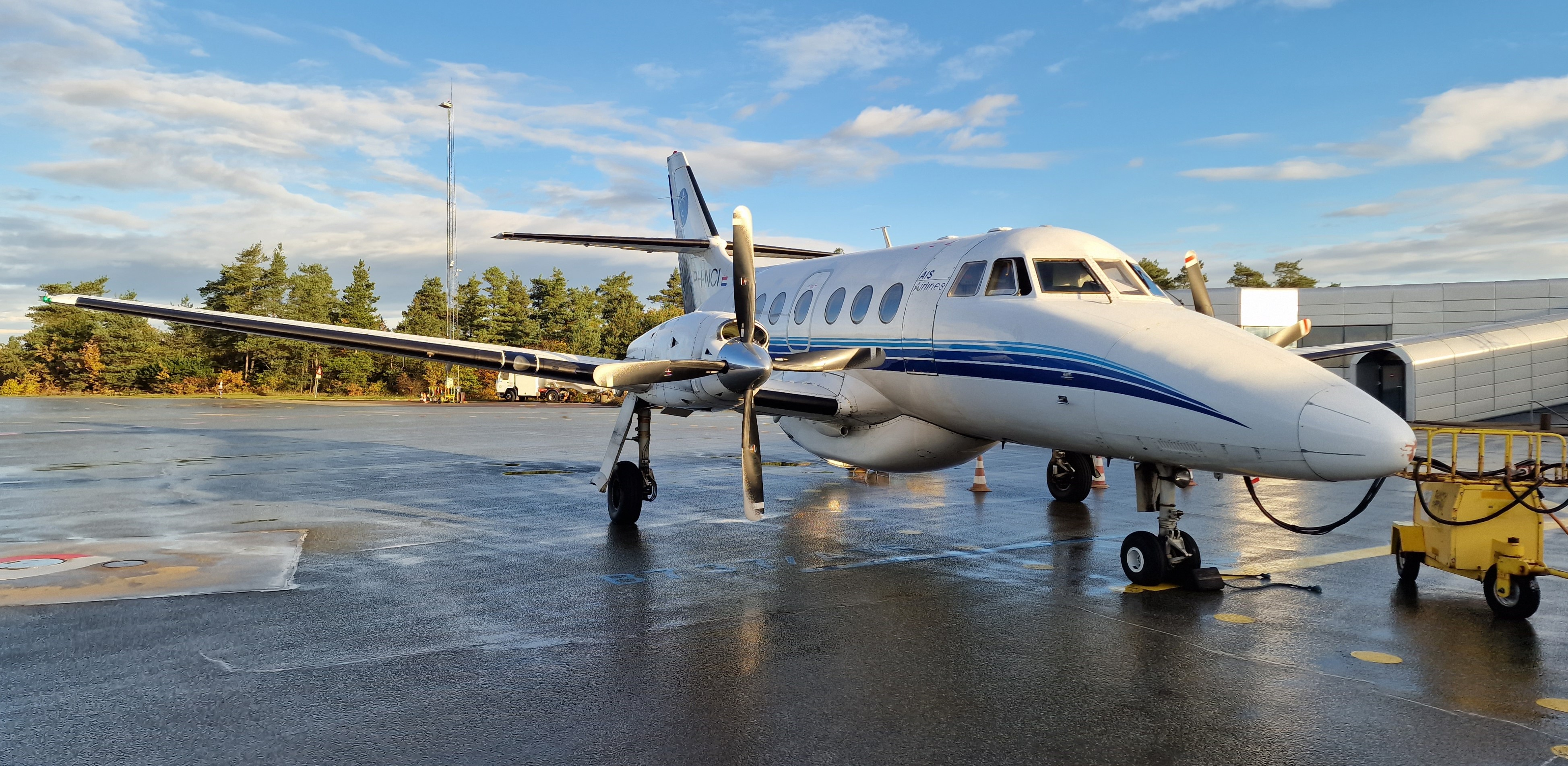
Sur la piste.

## Base militaire
Créé en 1940 par l'occupant allemand omme Einsatzhafen Grove puis sous le nom de Flieger-Horst Grove. En mai 1945 elle est utilisée par la RAF avant d'être cédée à l'armée danoise en janvier 1946. Aujourdhui base de Hélicoptère Wing Karup (HW KAR).

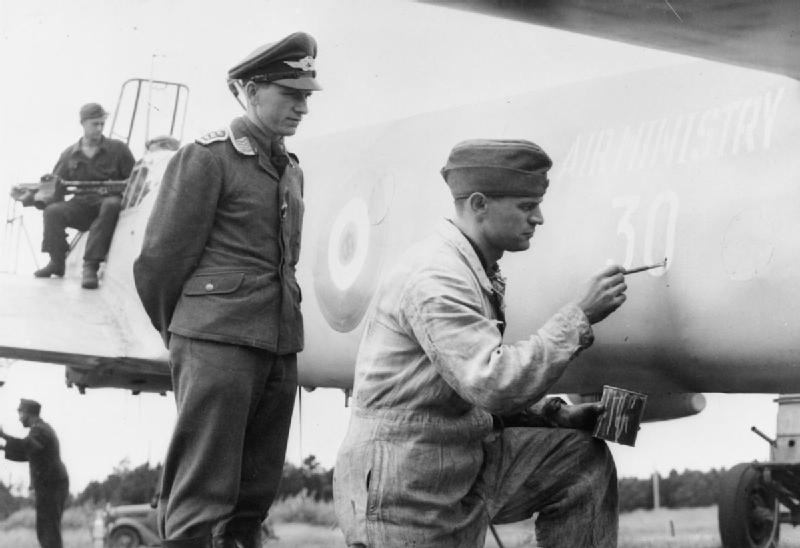
1945, libération du pays, changement de cocarde sur un avion.
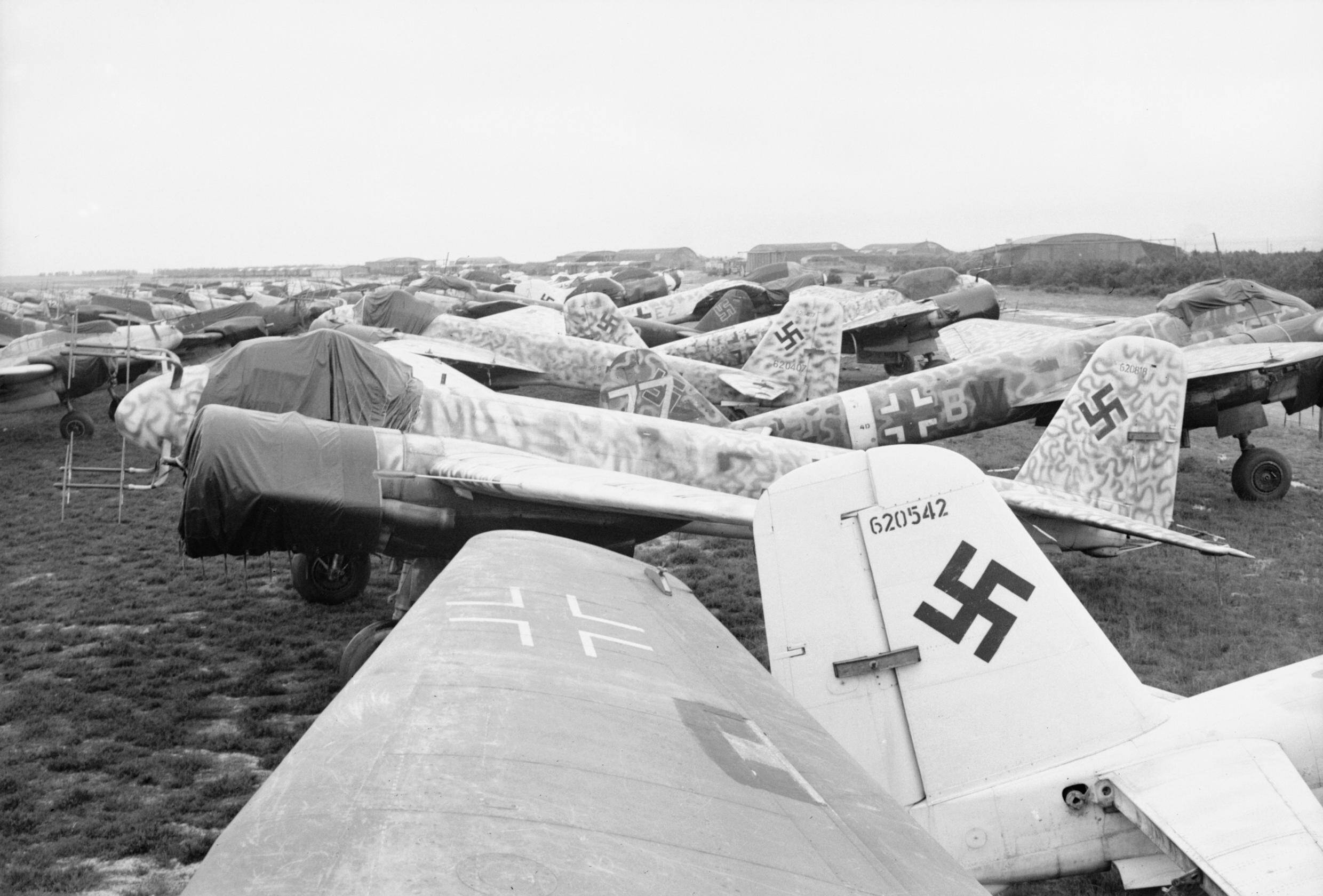
2 auôt 45 des Ju-88.
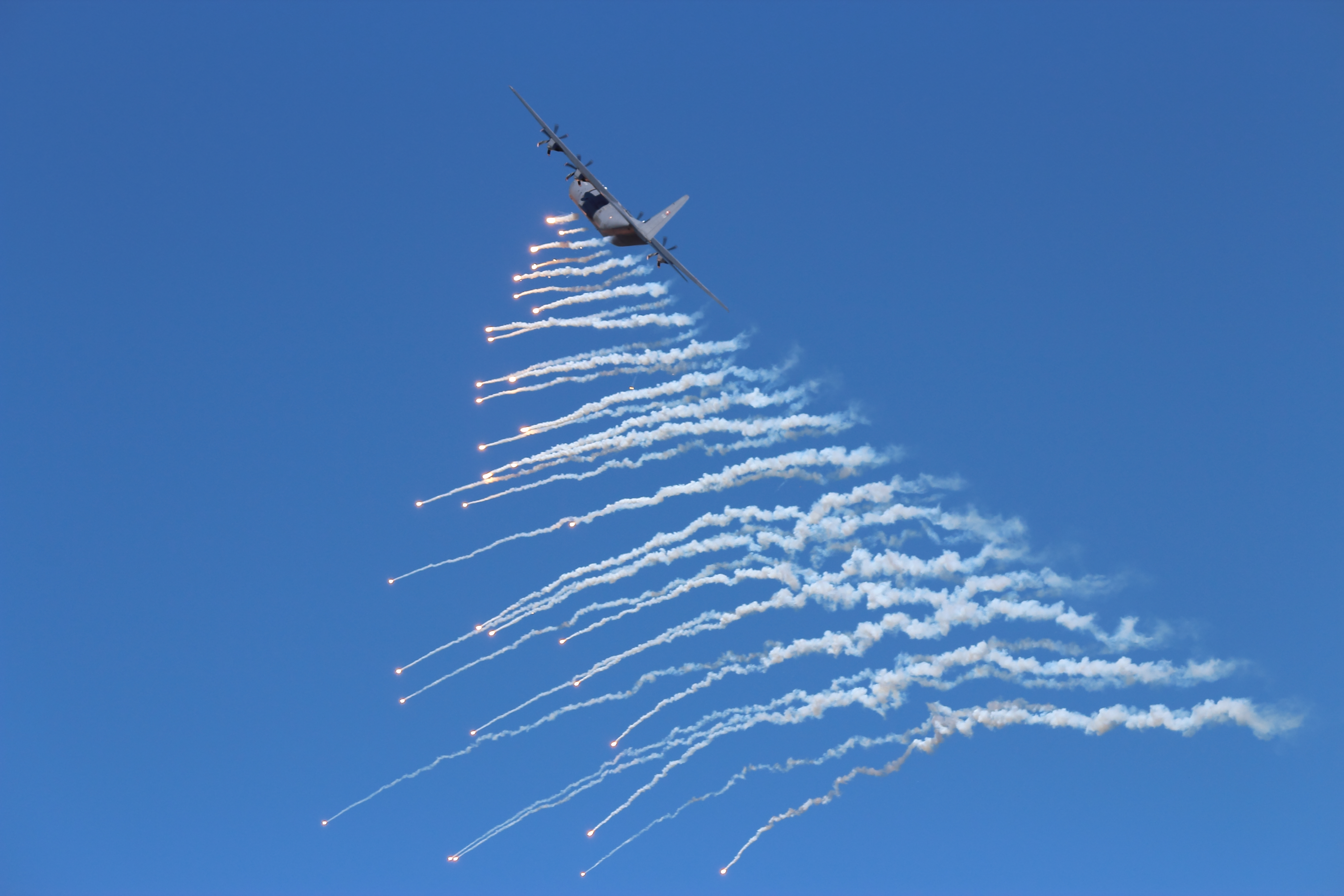
lors du Danish show de 2014.
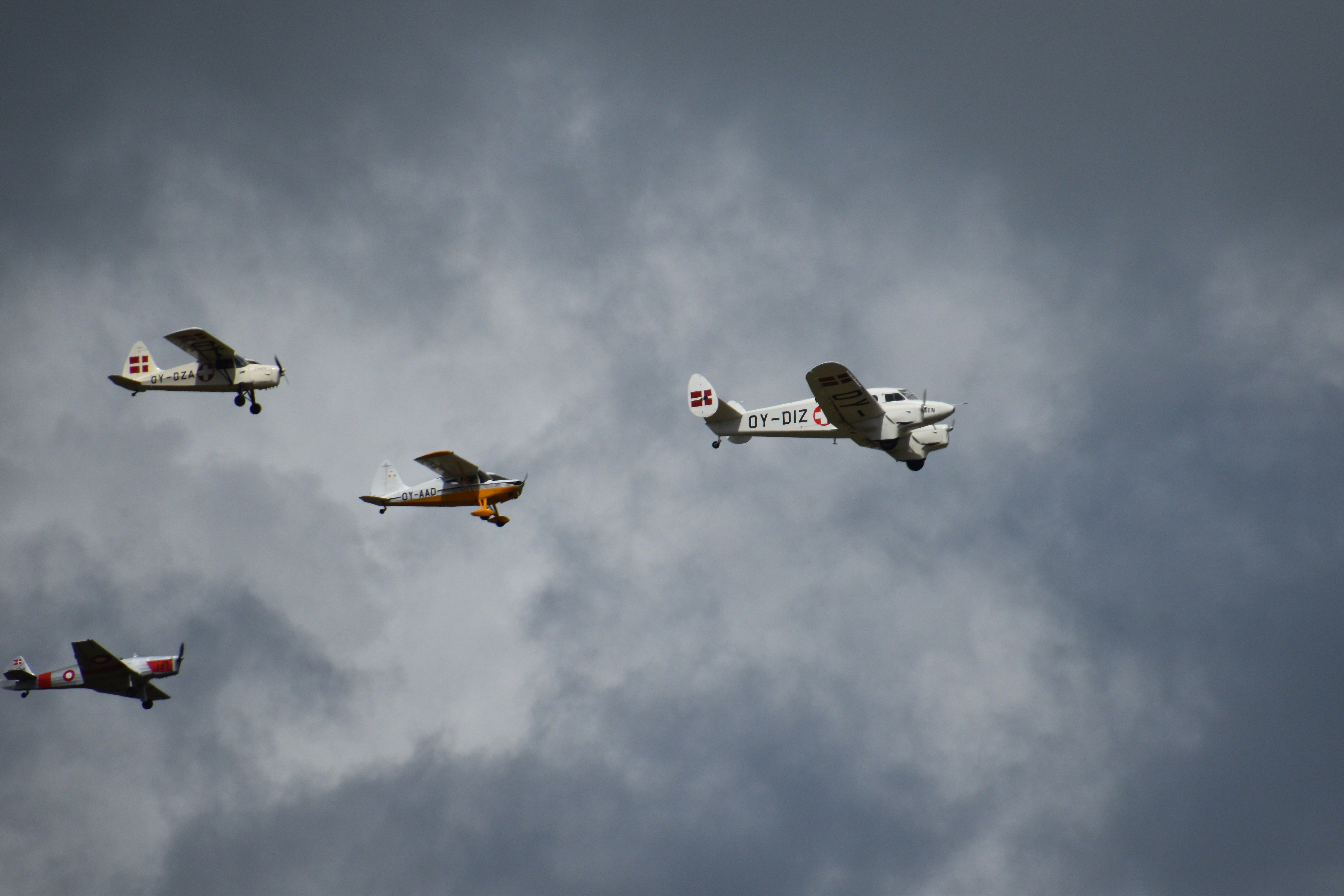
et de 2022.